# Elmar Brok
Elmar Brok (Verl, 14 maggio 1946) è un politico tedesco, presidente della Commissione per gli affari esteri del Parlamento europeo (AFET) dal 2012 al 2017. È stato eletto sulle liste della CDU e siede con il gruppo del Partito Popolare Europeo.
Deputato europeo dal 1980, Brok ha ricoperto numerose posizioni di leadership in politica tedesca ed europea. In qualità di membro della Convenzione europea e in seno alla Commissione per gli affari costituzionali del Parlamento europeo, Brok è ampiamente accreditato di aver contribuito in modo cruciale alla Costituzione europea. Attualmente è il Presidente dell'Unione dei Federalisti Europei (UEF).

## Formazione
Brok ha studiato diritto e politica in Germania e presso il Centro di studi europei governativi presso l'Università di Edimburgo. In precedenza, ha lavorato come giornalista radiofonico e corrispondente di giornale.

## Carriera politica

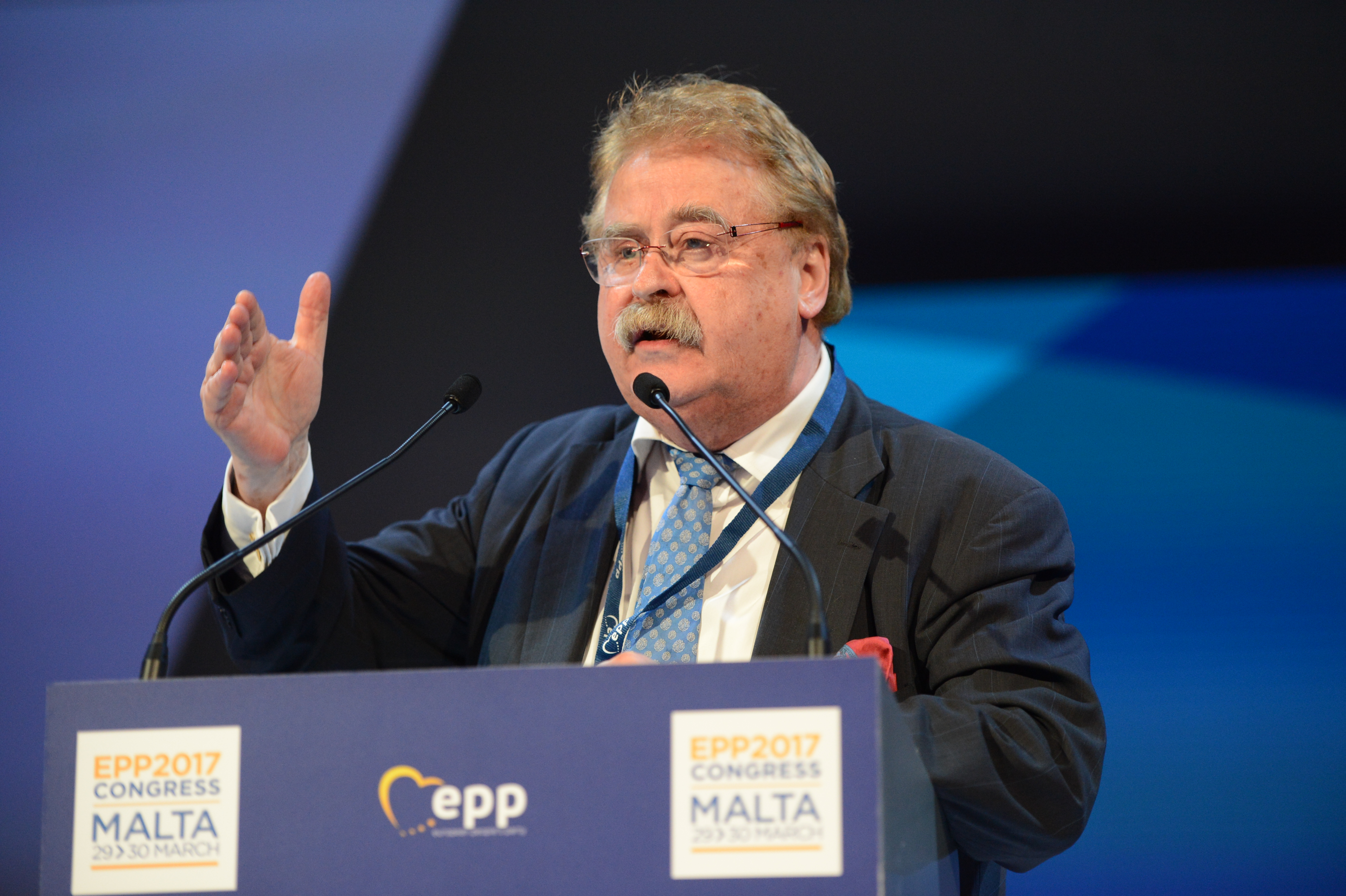
Elmar Brok al Congresso del Partito Popolare Europeo a Malta, 29 marzo 2017.

Brok è stato negoziatore per il Parlamento europeo per numerosi trattati, inclusi quelli di Amsterdam (1996/1997), Nizza (2000) e Lisbona (2007), la Convenzione europea (2001-2002), il Meccanismo europeo di stabilità (2011-2012) e il Patto di bilancio europeo (2011-2012). Nel novembre 2014 è stato nominato assieme a Mercedes Bresso per esplorare le possibilità di riforma della governance dell'eurozona senza modifica dei trattati.
Oltre al suo lavoro costituzionale, Brok è meglio conosciuto per la sua attività nella Commissione per gli affari esteri. È stato presidente della Commissione nel 1997-2007, poi sostituito da Jacek Saryusz-Wolski, seguito nel 2009 da Gabriele Albertini; Brok è tornato alla posizione nel 2012.
È stato relatore principale del Parlamento sull'allargamento e relatore per la strategia di allargamento dell'Ue e il Servizio europeo per l'azione esterna (insieme a Guy Verhofstadt. Nel 2010 entra a far parte degli Amici del SEAE, un gruppo di pressione non ufficiale e indipendente formato a causa delle preoccupazioni che l'Alto rappresentante dell'Unione per gli affari esteri e la politica di sicurezza Catherine Ashton non stesse prestando sufficiente attenzione al Parlamento e stesse condividendo poche informazioni sulla formazione del Servizio europeo per l'azione esterna. In un rapporto del 2013 elaborato di propria iniziativa da Brok e dal collega eurodeputato Roberto Gualtieri, il Parlamento europeo ha chiesto la revisione del SEAE e una maggiore influenza parlamentare sul servizio diplomatico dell'Ue.